# Chevron B21
Der Chevron B21 war ein Prototyp, der 1971 bei Chevron Cars für Sportwagenrennen entwickelt wurde.

## Entwicklungsgeschichte und Technik
Wie fast alle von Derek Bennett konstruierten Rennwagen war der Chevron B21 nicht von Grund auf neu, sondern eine Weiterentwicklung des Vorgängermodells, des Chevron B19. Wie der B19 war der B21 ein Rennfahrzeug mit einer Fiberglas-Karosserie über einem aluminiumverstärkten-Stahl-Gitterrohrrahmen. Die Rahmenform ermöglichte den Einbau sowohl des 2-Liter-BDG-Vierzylinder-Motors von Cosworth als auch des M127-Motors von BMW. Mit dem Gesamtgewicht von 490 kg war der B21 selbst für einen 2-Liter-Prototyp sehr leicht.

## Renngeschichte
Die Renngeschichte des B21 war sehr erfolgreich. Sein Renndebüt gab das Fahrzeug beim 2-Stunden-Rennen von Jarama 1971, dem letzten Wertungslauf der Sportwagen-Europameisterschaft 1971. Andrew Fletcher erreichte mit dem von William Tuckett gemeldeten Fahrgestell B19-71-31 den sechsten Rang. Den ersten Rennsieg fuhr im Jahr darauf Dieter Quester beim 300-km-Rennen auf dem Salzburgring ein.
Der Chevron B21 war ein leicht zu wartendes Fahrzeug, das außerdem bei Fahrern wegen seiner Wendigkeit beliebt war. Der lange Einsatzzeitraum begann 1971 und endete Mitte der 1980er-Jahre, als B21 noch in den Ergebnislisten der Interserie standen. 440-mal waren B21 bei Sportwagenrennen gemeldet, unter anderem bei Veranstaltungen der Sportwagen-Welt- und Europameisterschaft und einer Vielzahl an nationalen Championaten. Bei 194 Rennen gab es 23 Gesamt- und 21 Klassensiege.